# Aleksàndrovka (Razdólnoie)
Aleksàndrovka - Александровка (rus) - és un poble del krai de Krasnodar, a Rússia. Es troba a les terres baixes de Kuban-Priazov, just a la frontera amb l'óblast de Rostov. És a 13 km al nord de Kusxóvskaia i a 198 km al nord de Krasnodar. Pertany al poble de Razdólnoie.